# Linguística ecossistêmica
Linguística Ecossistêmica é o ramo da Ecolinguística que encara os fenômenos da linguagem da perspectiva do ecossistema. Quase todas as demais versões da Ecolinguística usam conceitos da Ecologia como metáforas, em geral para o estudo de textos-discursos sobre ambientalismo, grupos minorizados, diversidade linguística e cultural etc. Em geral elas não tratam de questões estruturais, de interioridade da língua ou endoecologia linguística. Quanto à Linguística Ecossistêmica, é a parte da Ecologia dedicada ao estudo de todo e qualquer fenômeno da linguagem, tanto os de exterioridade da linguagem ou exoecologia linguística, quanto de sua endoecologia, ou seja, os fenômenos estruturais, uma vez que ela olha para seu objeto em sua integralidade, de forma holística. Seus conceitos são ecológicos a partir de dentro, eles não vêm de fora, tomados de empréstimo à Ecologia. Seus praticantes são ecólogos da linguagem, motivo pelo qual um nome alternativo para Linguística Ecossistêmica é Ecologia Linguística, em que "Ecologia" é o substantivo e "Linguística" o adjetivo. Os ecolinguistas tradicionais praticam Linguística Ecológica, com "Linguística" como substantivo e "Ecológica" como adjetivo.
O conceito inicial, central da Linguística Ecossistêmica é o de ecossistema linguístico. Na Ecologia, ecossistema é formado por uma população de organismos (P), seu habitat, meio ambiente ou território (T) mais as interações (I) organismo-mundo e organismo-organismo. O mesmo se dá com o ecossistema linguístico: ele consta de um grupo de pessoas, população ou povo (P) convivendo em seu território (T) e interagindo entre si pelo modo tradicional de interagir, sua linguagem (L). Como se pode ver, no ecossistema linguístico o I de interação é representado por L de língua/linguagem, o que já sugere que linguístico-ecossistemicamente língua/linguagem (L) é constituída pelas interações comunicativas (ou comunicação) que se dão no interior do ecossistema linguístico em questão.  
Este é o ecossistema integral da língua, formado por P, L e T. Não há língua sem falantes nem falantes que não tenham uma base territorial, a despeito de exceções como a língua dos surdos, a libras, a dos ciganos e a dos povos nômades em geral. Essas exceções confirmam a regra. Este ecossistema é chamado integral porque contém, integra três outros em seu interior, que são o ecossistema natural, o mental e o social da língua. Mas, antes de falar dos três, é preciso lembrar que o ecossistema integral da língua pode ser encarado de duas perspectivas. A primeira é a da comunidade de língua, que equivale ao domínio do que chamamos em linguagem laica de língua, da língua como sistema, em que prevalecem as regras sistêmicas. Assim, o domínio da comunidade de língua inglesa compreende Reino Unido, Estados Unidos, Canadá, Austrália, Nova Zelândia e outras regiões do mundo. A comunidade de língua yawalapiti compreende o domínio do pequeno grupo étnico yawalapiti localizado no sul do Parque Indígena do Xingu. Como qualquer ecossistema linguístico, há uma população/povo (P), cujos membros convivem em seu território (T) e se comunicam entre si pelo modo tradicional de se comunicar localmente, sua língua/linguagem (L). E aqui temos uma definição de língua.  
O segundo modo de se olhar para o ecossistema integral da língua é o da comunidade de fala. Se na comunidade de língua a língua é vista da perspectiva do sistema, na comunidade de fala ela é observada do ponto de vista do uso, das interações comunicativas quotidianas, donde a prevalência das regras interacionais, que açambarcam as regras sistêmicas. Se a comunidade de língua é como o bioma da Ecologia (tundra, taiga, floresta temperada etc.), que está onde está independentemente do observador, a comunidade de fala é delimitada por ele. Pode ser um país inteiro, como o Brasil, mas pode ser partes dele, como o estado de Minas Gerais, ou só o Triângulo Mineiro, ou só Belo Horizonte, ou só o bairro da Floresta, ou só uma rua desse bairro como a rua Bahia, ou um quarteirão dessa rua, um domicílio desse quarteirão e até duas pessoas desse domicílio em diálogo. Em qualquer uma dessas situações haverá um grupo de pessoas (P) – mesmo que apenas duas – em determinado lugar (T) interagindo por meio da linguagem local (L). Tudo isso está em perfeita sintonia com o conceito original de ecossistema da Ecologia, como formulado por Arthur G. Tansley. Por isso, a comunidade de fala é o ecossistema linguístico por excelência, pois, como no ecossistema biológico, seu objeto é maleável. Porém, uma vez delimitado, ele pode e deve ser estudado com todo o rigor científico.
A comunidade de fala yawalapiti, do Parque Indígena do Xingu, coincide com a respectiva comunidade de língua, caso em que temos uma comunidade de fala máxima, aquela cujo domínio coincide com o da comunidade de língua. A comunidade de fala mínima consiste em duas pessoas em diálogo. A língua yawalapiti só é conhecida pelos mais velhos. Os demais membros da comunidade falam kuikuro, kamayurá e português. É uma comunidade de fala em perigo de extinção, pois já está perdendo a própria língua (L).  Isso mostra que a comunidade de fala pode ser bilíngue e até multilíngue. Em Couto (2016a), há um detalhado estudo sobre o conceito de comunidade de fala.  
Enfim, a Linguística Ecossistêmica é um outro modo de se olhar para a língua, não apenas mais um modelo que considera língua como o sistema, a estrutura, a gramática, sendo a fala (parole) uma realização desse sistema. Para a Linguística Ecossistêmica o núcleo da língua é a interação comunicativa, com suas regras interacionais, das quais as regras sistêmicas são dependentes.

## Emergência da Linguística Ecossistêmica
O cenário em que surgiu a Linguística Ecossistêmica é claramente o da Ecologia biológica, com ênfase no seu conceito de ecossistema, com tudo que ele implica. Do ponto de vista filosófico, ela tem também influência do sistema língua-mundo (Sprache-Welt-System), proposto pelo filósofo da linguagem e da ciência (e ecologista) alemão Peter Finke entre 1974 e 1978. A primeira aplicação do conceito na teorização sobre a linguagem se deu na tese de doutorado de Wilhelm Trampe Aspekte einer ökologischen Linguistik (Aspectos de uma linguística ecológica), defendida em 1988 na Universidade de Bielefeld sob a orientação de Peter Finke. Essa tese resultou no livro Trampe (1990). Finke (1996), é o primeiro ensaio do filósofo dedicado exclusivamente a questões linguísticas. No mesmo ano saiu Strohner (1996). Além de alinhado com a proposta de Finke e Trampe, o ensaio de Hans Strohner introduziu duas novidades: ele foi o primeiro a usar a expressão "linguística ecossistêmica" e a falar em metodologia na Ecolinguística em geral. Em português, temos os seguintes ensaios desses e de outros pioneiros: Bang e Døør (2015), Trampe (2016) e Strohner (2019). Em Couto (2015) há um apanhado geral da teoria.
Uma outra fonte importante da Linguística Ecossistêmica é a Linguística Dialética formulada por Jørgen Døør e Jørgen Christian Bang, da Universidade do Sul da Dinamarca (SDU), em Odense, de 1985 a 1995, numa série intitulada Sprogteori I-VIII (teoria da linguagem I-VIII). As duas contribuições mais importantes dessa teoria são a visão da língua como essencialmente dialógica, como em Mikhail Bakhtin, e o fato de a língua apresentar três dimensões: a bio-lógica, a ideo-lógica (ou mental) e a sócio-lógica. Bang & Door (2007) é um apanhado geral dessa teoria.
No Brasil, a Linguística Ecossistêmica começou a fincar raízes por volta de 2012, por ocasião do I Encontro Brasileiro de Ecolinguística (I EBE), na Universidade de Brasília. Logo em seguida ela se propagou para a Universidade Federal de Goiás (Goiânia) e diversas outras universidades brasileiras, latino-americanas e até de outros países. Como parte dela, em Couto (2013) foi proposto pela primeira vez o sub-ramo Análise do Discurso Ecossistêmica, ainda com o nome de "Análise do Discurso Ecológica" (ADE). A ADE é a parte da Linguística Ecossistêmica dedicada ao estudo de textos-discursos (Couto, Couto & Borges 2015).  

## Ecossistemas linguísticos

### Ecossistema natural da língua
Ao entrar no ecossistema integral da língua, estamos assumindo a visão ecológica de mundo (Capra 1994). A primeira coisa que encontramos em seu interior é o ecossistema natural da língua. Ele consta de pessoas (P1) concretas, de carne e osso, com nomes próprios, como os indivíduos da comunidade yawalapiti, convivendo em seu território (T1) concreto, fisicamente localizado entre os rios Kuluene e Tuatuari  na parte sul do Parque Indígena do Xingu, e interagindo pelo modo comunitário e tradicional de interagir, sua linguagem (L1). Essa L1 compreende os sons usados, a entoação, a altura da voz, os movimentos da face, dos braços, do corpo, a posição em que se encontram os interlocutores, enfim, os componentes proxêmicos, cinésicos, paralinguísticos e outros, alguns deles previstos nas regras interacionais. Mesmo quem não conhece os padrões interacionais locais percebe tudo isso ao chegar na comunidade pela primeira vez.

### Ecossistema mental da língua
Todos e cada um dos indivíduos do ecossistema natural da língua têm um sistema nervoso central e um periférico, um cérebro e uma mente. No cérebro de cada um deles existe o ecossistema mental da língua que, como qualquer ecossistema tem que constar de interações entre interagentes localizados em algum lugar. No presente ecossistema, as interações se dão entre os neurônios (dendritos, axônios) localizados no cérebro. Por isso, o sistema nervoso, o cérebro é representado por T2, que é o "território", o locus das interações neurais, cujos agentes são os neurônios, logo, o lado P2 do ecossistema. As próprias interações constituem a língua (L2) como fenômeno mental.
É no cérebro/mente (T2, P2) que a língua é formada, armazenada e processada. A tal ponto que a gramática gerativa vê a língua como um fenômeno mental. O ecossistema mental da língua é um elo entre o natural e o social. Todo fenômeno social é também mental, mas nem todo fenômeno mental é também social, como é o caso dos perceptos individuais. O social tem como suporte o mental e o mental tem como suporte o natural.  

### Ecossistema social da língua
Ultrapassado o ecossistema mental da língua, o que encontramos logo em seguida no interior do ecossistema integral da língua é o ecossistema social da língua. Se no ecossistema mental cada indivíduo é visto da perspectiva individual, no social P3 representa a coletividade de indivíduos como interindividualidades (Marías 1960), como seres sociais, com diversos papéis sociais (pai, mãe, irmão, filho, professor, cliente, empresário etc.). As interações de base verbal entre essas interindividualidades constituem a língua como fenômeno social (L3), que é o que o leigo pensa dela.  Tanto o leigo quanto a maioria das teorias linguísticas veem a língua quase exclusivamente como um fenômeno social. O "território" (T3), o lugar, o locus dessas interações da língua como fenômeno social é a sociedade.  

## Interações endoecológicas e interações exoecológicas
Grande parte das teorias linguísticas (Sociolinguística, Análise do Discurso, Funcionalismo etc.) vê a língua como um fenômeno social. Para outras, ela é mental (Gramática Gerativa). Para certas concepções naturalistas e para o próprio criador da Gramática Gerativa, "língua é parte do mundo natural" (Chomsky 1996, p. 167). Assim veem também algumas concepções filosóficas, como a dos hilozoístas gregos e alguns estudiosos do foneticismo. Para a Linguística Ecossistêmica a língua apresenta as três facetas, como já reconhecido pela Linguística Dialética de Odense, Dinamarca (Bang & Døør 2007), que admite que a língua apresenta três dimensões: bio-lógica (natural), ideo-lógica (mental) e sócio-lógica (social). Usando um conceito comum na área das ciências da saúde, a Linguística Ecossistêmica considera a língua como um fenômeno biopsicossocial.
A consequência de tudo isso é que a Linguística Ecossistêmica olha para a língua de forma holística, ela não ignora nenhuma de suas manifestações e/ou facetas. Tanto que o seu lema é Ecolinguista sum; nihil linguistici a me alienum puto (eu sou linguista e nada do que é da linguagem me é estranho), parafraseando uma famosa frase de Terêncio, que foi parafraseada por Roman Jakobson. Seguindo a terminologia de Makkai (1993), a Linguística Ecossistêmica se interessa não apenas pela endoecologia da linguagem, sua "interioridade" (gramática, estrutura), mas também por sua exoecologia, sua "exterioridade", as relações entre língua e mundo extralinguístico. Unindo endoecologia e exoecologia linguística, a Linguística Ecossistêmica vê o núcleo da língua não na gramática (estrutura), mas na própria interação. Tanto que o equivalente de L (de língua/linguagem) do ecossistema linguístico no ecossistema biológico é o I de interações. As interações comunicativas são regidas pelas regras interacionais, não direta e essencialmente pelas regras sistêmicas (gramática).

### Endoecologia Linguística
Na Linguística tradicional dava-se muito mais atenção às questões estruturais, gramaticais das línguas. Em seu início, a Ecolinguística sugeriu deixar essas questões de lado e tratar das relações entre língua e seus usuários com respectivos contextos (Fill 1987, p. 9-11). Com a consolidação da disciplina, voltou-se a levar em conta também as questões estruturais, gramaticais, como se vê em Finke (1996, 2019), Trampe (1990, 2016), Bundsgaard & Steffensen (2002). O tratamento dado aos fenômenos endoecológicos (estruturais) na Linguística Neurocognitiva se aproxima bastante dos objetivos da Linguística Ecossistêmica, como se pode ver em Lockwood (1972) e Makkai (1993). Eles tratam de questões sintáticas, morfológicas e fonológicas.
Tem havido estudos sobre os prefixos re- e des- em português, relacionando-os às ações dos humanos no mundo e ao próprio ciclo da natureza (Lafargue 2019; Couto 2003). De um modo geral, mesmo quando se trata de questões “estruturais”, elas são vistas como redes de interações orgânicas, não propriamente como estruturas estáticas, como na Gramática Gerativa. Couto (2018b) é uma tentativa de aplicar esses princípios ao estudo de fenômenos fonético-fonológicos. Em Couto (2016b) há mais exemplos de tentativas de abordagem de fenômenos "sintáticos" da perspectiva de redes de relações orgânicas.

### Exoecologia linguística
A exoecologia linguística é muito mais ampla do que a endoecologia, que, como já foi visto, se restringe à questão do que se chama tradicionalmente de "estrutura" e "gramática". Exoecologicamente pode-se estudar as regras interacionais, o diálogo e respectiva ecologia da interação comunicativa, a ecologia das línguas, a etnoecologia linguística, a ecologia da evolução linguística, a ecologia da aquisição e aprendizagem de língua, questões de análise de discurso e muitas outras. Uma vez que a língua é vista como interação, em primeiro lugar vêm as regras interacionais.

## Regras interacionais
Regras interacionais são aqueles princípios que precisam ser obedecidos pelas pessoas que pretendem encetar um diálogo e mantê-lo de forma colaborativa, eficaz. Trata-se de regras que emergem naturalmente da interação entre as pessoas da comunidade. São regras-regularidade, não regras-regulamento (Sériot 1986, p. 143) provenientes de um centro de poder e/ou de prestígio. Algumas delas apresentam inclusive um caráter de fenômeno da natureza. Até o presente momento, já foram detectadas 18 dessas regras. Ei-las:

1) Falante e ouvinte ficam próximos um do outro; a distância varia de uma cultura para outra ou conforme as circunstâncias.
2) Falante e ouvinte ficam de frente um para o outro.
3) Falante e ouvinte devem olhar para o rosto um do outro, se possível para os olhos.
4) Falante deve falar em um tom de voz mediano: alto demais será agressivo; baixo demais, inaudível.
5) A uma solicitação deve corresponder uma satisfação.
6) Tanto solicitação quanto satisfação devem ser formuladas em um tom cooperativo, harmonioso, solidário, com delicadeza.
7) A solicitação deve ser precedida de algum tipo de pré-solicitação (por favor, oi etc.).
8) A tomada de turno: enquanto um fala, o outro ouve.
9) Se o assunto da interação for sério, falante e ouvinte devem aparentar um ar de seriedade, sem ser sisudo, carrancudo; se for leve, um ar de leveza, com expressão facial de simpatia (leve sorriso, se possível); a inversão dessas aparências pode parecer antipática, não receptiva etc.
10) Falante e ouvinte devem manter-se atentos, “ligados” durante a interação, sem distrações, olhares para os lados.
11) Durante a interação, o falante e ouvinte de vez em quando devem sinalizar que estão atentos, sobretudo na interação telefônica, que ainda “estão na linha”.
12) Em geral, é quem iniciou a interação que toma a iniciativa de encerrá-la; o contrário pode ser tido como não cooperativo, não harmonioso.
13) Adaptação mútua: o falante deve expressar-se como acha que o ouvinte entenderá e o ouvinte interpretará o que o falante disse como acha que é o que ele quis dizer.
14)Conhecimento comunitário compartilhado.
15)Conhecimento compartilhado apenas pelos dois interlocutores.
16)Dados da ecologia da interação comunicativa (tudo do espaço-tempo dos interlocutores).
17) O encerramento da interação comunicativa não deve ser feito bruscamente, mas com algum tipo de preparação; quem desejar encerrá-la deve sinalizar essa intenção (tá bom, tá, é isso etc.).

18) Regras sistêmicas (inclui toda a ‘gramática’).
Como se vê, as regras sistêmicas (estrutura, gramática) constituem um subconjunto de regras, as de número 18, das regras interacionais, pois, também elas existem para o entendimento nas interações comunicativas. Por exemplo, em o menino pequeno vê a menina loura, a locução o menino pequeno vem antes do verbo e a menina loura depois dele para informar quem pratica a ação de ver e quem é o objeto dessa ação. No interior da locução, os artigos (o, a) vêm antes dos núcleos (menino, menina) para informar que se trata de menino e menina conhecidos do ouvinte, ou pressupostos como tais. Quanto a pequeno e loura vêm após o núcleo da locução nominal para informar que o adjetivo se refere ao substantivo que o precede. E assim sucessivamente. 
As regras interacionais só se implementam satisfatoriamente se os interlocutores entrarem em comunhão, que é um estado de espírito que revela a disposição para uma interação harmoniosa. É ela que leva à eficácia dos atos de interação comunicativa. Não basta que falante e ouvinte conheçam todas as regras gramaticais da língua. Se eles não entrarem em comunhão, o diálogo não se dará a contento. As regras interacionais são praticamente todas de caráter comunial.

## O fluxo interlocucional ou diálogo

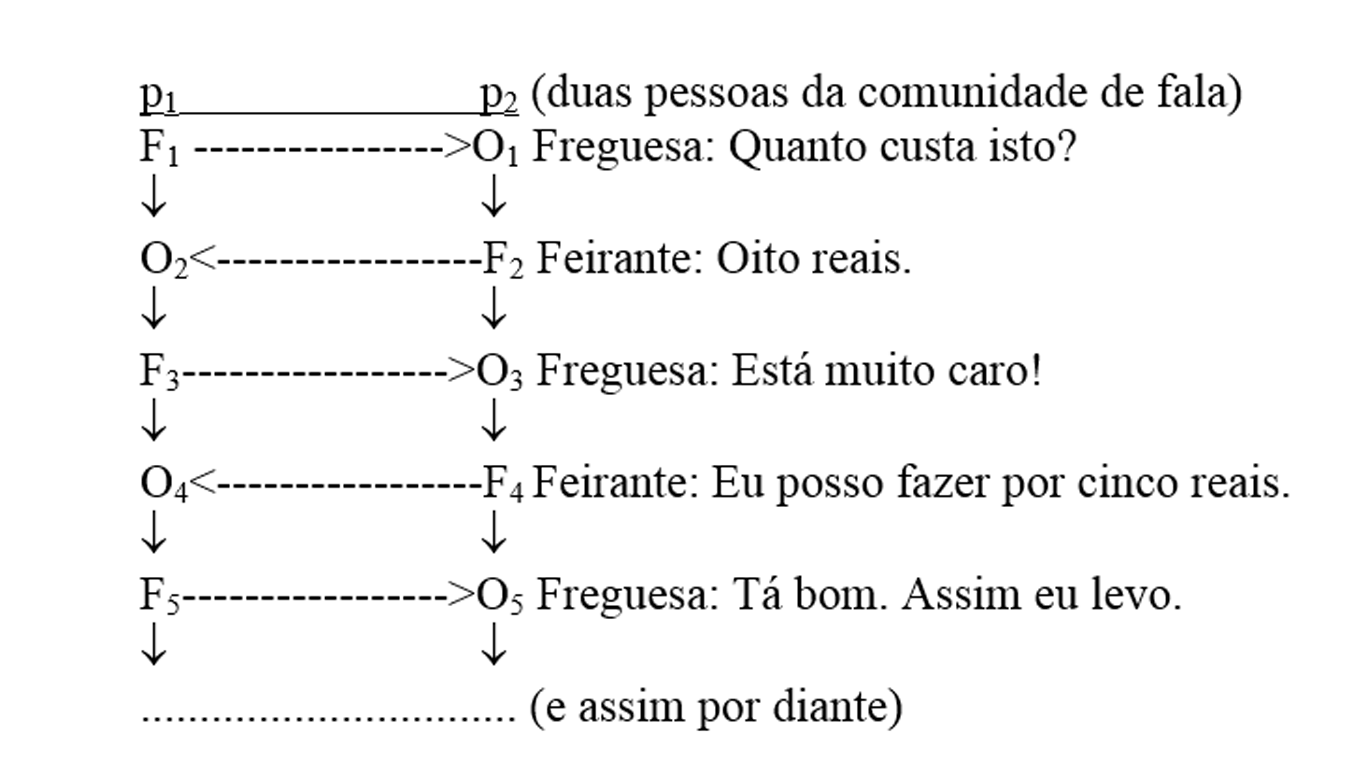
Fluxo interlocucional

O diálogo consiste em um fluxo interlocucional, orientado pelas regras interacionais. Ele é uma alternância de turnos entre duas pessoas (p1, p2) da comunidade de fala; sua extensão depende dos objetivos dos interlocutores. Em um primeiro momento, p1 se dirige a p2. Nesse momento inicial, p1 é falante (F1) e p2 é ouvinte (O1). Quando p2 reage à fala de p1, esses papéis se invertem e assim sucessivamente, como no pequeno exemplo ao lado, de uma freguesa em uma feira de rua:
Esse fluxo se dá de forma espiralada, cíclica, não linear. O fluxo interlocucional só tem um começo definido; a direção que ele pode tomar e quando poderá terminar dependem inteiramente dos objetivos dos interlocutores.

## Ecologia da interação comunicativa
O fluxo interlocucional (diálogo) se desenrola no contexto de uma ecologia da interação comunicativa, que consiste em uma sequência de atos de interação comunicativa. Como já foi adiantado acima, esses atos são basicamente algum tipo de solicitação por parte de um dos interlocutores (inicialmente, p1) e de um atendimento ou satisfação a essa solicitação. A solicitação mais próxima do natural é a ordem. Tanto que ela pode ser feita apenas por um comportamento (ex.: p1 empurrando p2 para sair da sala e p2 sai). Nesse caso, o atendimento é natural, uma reação à ação de empurrar. Até os animais dão ordens desse tipo. Mas, a solicitação pode ser também uma pergunta (p1: - Você vai comigo? - p2: Sim, ou, eu vou com você; ou -Não ou Eu não vou com você). Segundo alguns filósofos da linguagem e linguistas (Maas 1973, p. 155), toda oração afirmativa é resposta a alguma pergunta (solicitação), mesmo que tácita.
Há muitas outras solicitações, como o vocativo como João em João! Vem aqui!, as exclamações, as interjeições e os cumprimentos (p1: Bom dia! - p2: Bom dia!). O vocativo em geral é uma pré-solicitação, ou seja, ele é usado para p1 interpelar um p2, geralmente para fazer uma pergunta, ou simplesmente para encetar uma conversação. Quando p2 se vira para p1, entra em comunhão com ele, mostra-se aberto à sua solicitação, com o que pode se encetar um diálogo prototípico, harmonioso. Na verdade, sem comunhão não há comunicação prototípica.
A ecologia da interação comunicativa é tão importante que é nela que a língua nasce, vive e morre. O nascimento filogenético da língua é praticamente impossível de ser recuperado. No entanto, podemos levantar a hipótese de que seu nascimento ontogenético (aquisição da língua pela criança) deve ter muito em comum com a filogênese. Vejamos um cenário com duas pessoas (p1, p2). A primeira é representada por EU; a segunda, por TU (ou VOCÊ). Mas, como ninguém está sozinho no mundo, EU tem por trás de si tudo que lhe diz respeito, inclusive seu grupo, seus parentes. Tudo isso pode ser representado por ELE1, aquele/aquilo que está com EU. O equivalente para TU é ELE2, aquele/aquilo que está com TU. Daí emergem os demais "pronomes", "pessoas do discurso". EU está para quem fala, TU para com quem se fala, ELE de quem se fala. A combinação dessas entidades para produzir as demais está representada no esquema ao lado.    

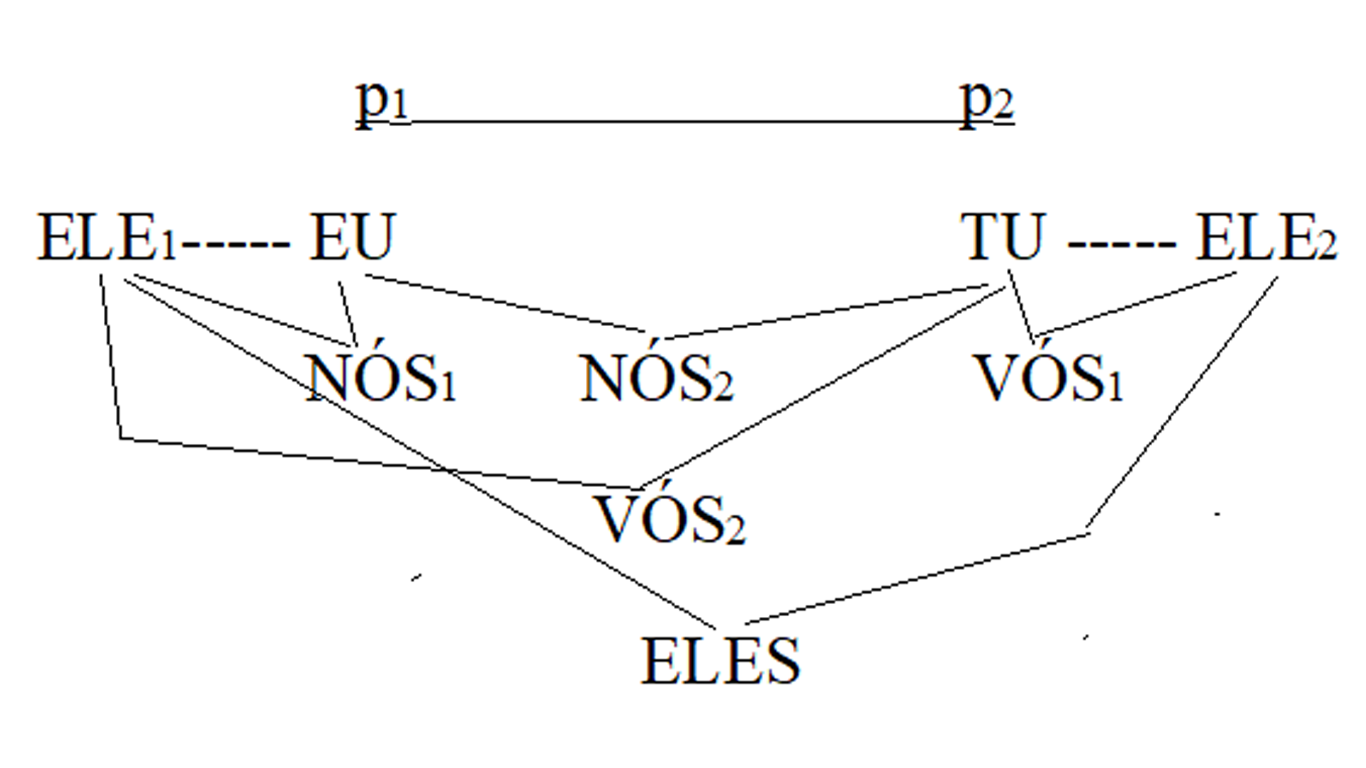
Esquema representando a relação entre entidades numa interação comunicativa.

Da combinação desses elementos surge os demais “pronomes”. Assim temos:  
EU + ELE1 = NÓS1 (“nós exclusivo”: exclui o ouvinte, como no tupi oré)
EU + TU = NÓS2 (“nós inclusivo”: inclui o falante, como no tupi jandé).
TU + ELE2 = VÓS1; (“vós exclusivo”: exclui ELE1).
TU + ELE1 = VÓS2 (“vós inclusivo”: inclui ELE1).
ELE1 + ELE2 = ELES (tudo aquilo de que se pode falar, os demais).   
Na ecologia da interação comunicativa emergem também os dêiticos locativos, temporais, modais e outros, como pode ser observado na segunda figura ao lado. 

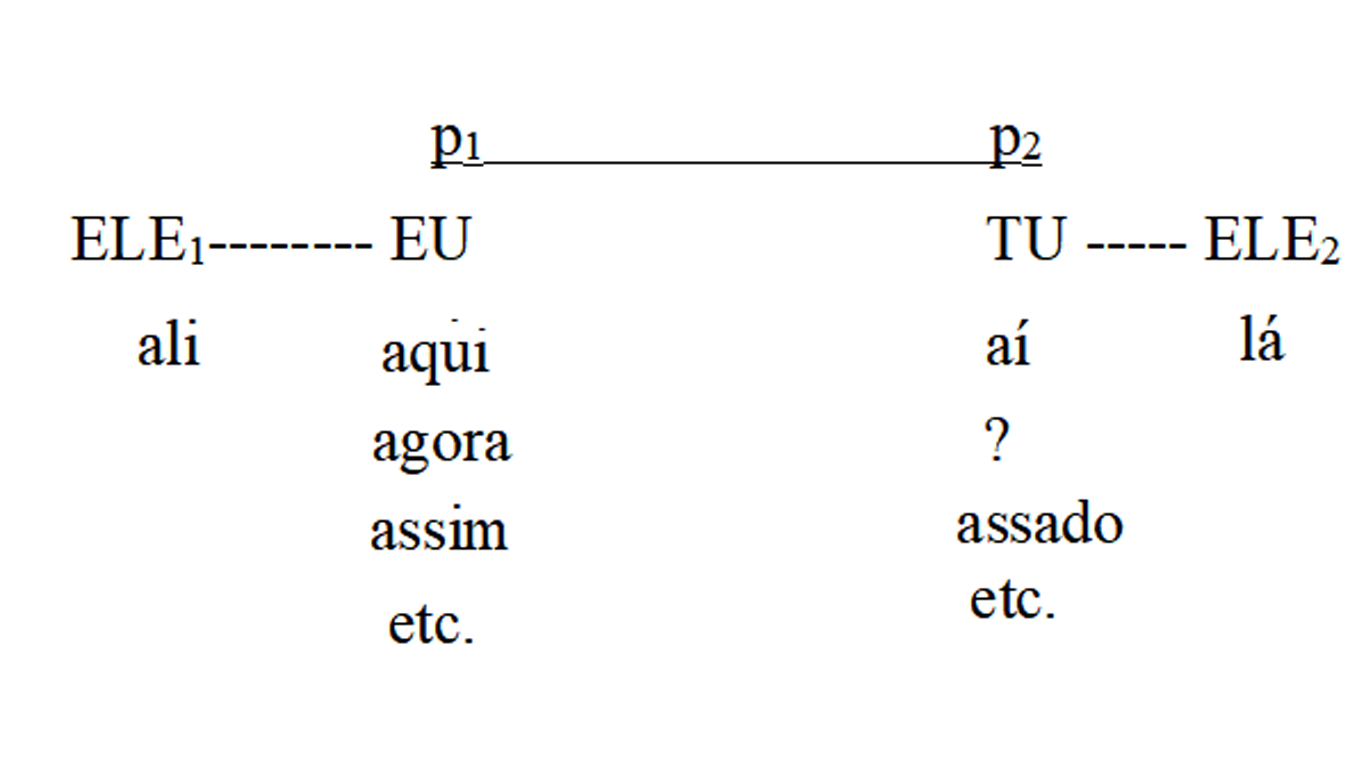
Processo de emergência dos dêiticos.

Com a continuidade da interação, a linguagem vai se aperfeiçoando. Com isso, EU começa a falar não mais apenas de ELE1 e ELE2. Começa a falar de substitutos deles, ou seja, de outras coisas. Pode-se passar a falar de "árvore", "água", "pedra", "leão" etc. Como Charles Sanders Peirce observou, os nomes substituem os pronomes. A partir daí surgem palavras para designar ações (verbos), qualidades (adjetivos), relações (preposições, conjunções).
A língua vive e morre na ecologia da interação comunicativa simplesmente porque língua é interação. Não havendo mais interação, não há mais língua. Uma língua é considerada viva enquanto ainda há pelo menos duas pessoas que a usam em suas interações comunicativas. Desaparecendo uma delas, a língua também desaparece. O simples fato de ainda haver uma pessoa que conheça as regras sistêmicas (para formar frases na língua) na memória não significa que a língua esteja viva. Se fosse assim, o latim e o grego arcaico ainda estão vivos, pois há pessoas que conhecem suas regras sistêmicas e são capazes de formar frases com elas. Na verdade, isso é uma espécie de fóssil ou de algo empalhado, mumificado. A língua morre quando desaparece seu penúltimo falante.

## Ecologia das línguas
O que os pioneiros da Ecolinguística Voegelin & Voegelin (1964) e Haugen (1972) fizeram é basicamente ecologia das línguas, ou seja, a interação entre línguas de uma determinada região, embora Haugen tenha incluído outros objetivos em sua agenda para o que seria mais tarde a Ecolinguística. Os temas tratados incluem contato de línguas ou línguas em contato, bilinguismo, multilinguismo, multidialetalismo etc.
A ecologia do contato de línguas já tem sido estudada ecolinguisticamente. Um dos primeiros a fazê-lo foi Mackey (1979) e Mufwene (2001), mas, é em Couto (2009) que o assunto foi desenvolvido de modo mais pormenorizado. Na formação das línguas pidgins e crioulas se pode ver que se trata fundamentalmente de comunicação entre pessoas (ou grupos de pessoas) que não têm uma língua em comum, daí o surgimento dessas línguas de compromisso. Couto (2009, p. 100) propõe um modelo para representar esse processo. 

## Etnoecologia linguística
Basicamente, a etnoecologia linguística se dedica a algo que, de certa forma, já vinha sendo feito pelas etnociências, apenas reinterpretado pela visão ecológica de mundo da Linguística Ecossistêmica. Ela se dedica à linguagem que pequenos grupos étnicos usam em sua lide diária com o seu meio ambiente, o seu entorno. Vale dizer, como esses grupos lidam com a fauna, a flora e outros aspectos de seu entorno usando a linguagem. Sua inserção na Ecolinguística foi proposta pela primeira vez em Couto (2007, p. 219-280), em que já se sugere o estudo de etnobotânica, etnozoologia, etnomedicina, etnotoponímia e etnoantroponímia. Em Araújo (2014) há um detalhado estudo da etnobotânica dos kalungas do norte de Goiás. A ONG Terralingua também inclui estudos de etnoecologa linguística.

## Ecologia da evolução linguística
Todo ecossistema está sempre em evolução, como na sucessão ecológica, que pode culminar em uma comunidade clímax. O processo de formação e evolução dos pidgins e crioulos é o que mais se assemelha ao que se passa na Ecologia. Com efeito, essas modalidades linguísticas surgem do contato de povos falantes de línguas mutuamente ininteligíveis, em suas tentativas de se comunicarem entre si. Na história da Ecolinguística, quem primeiro falou em evolução linguística foi Mackey (1980). O processo foi desenvolvido pormenorizadamente por Mufwene (2001). Em Couto (2009, p. 100) também há um capítulo falando de ecologia da evolução linguística, acrescentando e discutindo exemplos concretos. Um deles é a própria formação das línguas crioulas, de que é apresentado um modelo de evolução. No site da Linguística Ecossistêmica encontra-se o livro Contato linguístico  que discute detalhadamente o processo de formação de línguas em situações de contato, com ênfase nos crioulos e pidgins.

## Ecologia da aquisição e do aprendizado de língua
No âmbito da Linguística Ecossistêmica ainda não se fez muita coisa sobre aquisição de língua pela criança nem sobre aprendizagem de segunda língua por adultos. No entanto, ela pode assimilar alguns trabalhos que têm sido feitos em Linguística Aplicada. O procedimento básico a ser seguido em qualquer tentativa de estudo ecossistêmico desta questão é partir do fato de que língua é interação. Logo, ela é adquirida/aprendida na interação com quem já a domina, não mediante a memorização de regras seguida de uma tentativa de aplicá-las. Entre as publicações na área de Linguística Aplicada estão Kramsch (2002) e Leather & van Dam (2003), entre outras.

## Análise do Discurso Ecossistêmica (ADE)
Por encarar os fenômenos da linguagem de modo holístico, a Linguística Ecossistêmica não poderia deixar as questões de texto-discurso de fora. Para estudá-las, vem emergindo, no interior da LE, a Análise do Discurso Ecossistêmica (ADE), inicialmente chamada Análise do Discurso Ecológica (ADE) (cf. Couto 2013, Alexander & Stibbe 2014, Couto, Couto & Borges 2015).

## Ecometodologia
A Linguística Ecossistêmica olha para seu objeto de estudo de forma abrangente, holística. Ela pode estudar todo e qualquer fenômeno linguístico, uma vez que é multimetodológica e multiteórica. Um modo de se praticar multimetodologia para estudar diversos fenômenos é aplicando o método da focalização (focussing method), proposto por Garner (2004), que foi assimilado como a ecometodologia. Cada teoria parcelar nos moldes do cartesianismo-newtonianismo é uma espécie de janela que permite ao investigador ver apenas o que se vê por ela. Praticar ecometodologia consiste em o investigador postar-se no teto da casa, a partir de onde tem uma visão abrangente, generalizante do objeto. Se se fizer necessário investigar um domínio microscópico do objeto, ele pode fazer um zoom, como se faz com uma câmera de alta definição – ou até com um microscópio ou um telescópio –, com o que terá acesso ao que estava invisível à distância. No caso da Linguística Ecossistêmica, fazer zoom significa solicitar o auxílio de um especialista. Analisados os dados, volta-se à posição generalizante inicial a fim de avaliá-los da perspectiva holística da visão ecológica de mundo. Em Couto (2018a) encontra-se uma detalhada exposição desse método, incluindo-se um pequeno histórico de seu surgimento. 

## A Linguística Ecossistêmica como plataforma
Deve ter ficado claro por tudo que foi dito até aqui que a Linguística Ecossistêmica não é apenas mais um modelo teórico como os estruturalistas, o gerativismo, a sociolinguística variacionista e até alguns modelos de análise do discurso, entre muitos outros. Por partir da visão ecológica de mundo e por ser multiteórica e multidisciplinar, ela é uma espécie de plataforma, um ponto de vista unificado a partir do qual se pode estudar qualquer fenômeno da linguagem. Trata-se de algo bem diferente de uma postura eclética. Pelo contrário, com a ajuda de especialistas, o linguista ecossistêmico pode estudar até fenômenos finos vistos pela janela da sintaxe, da morfologia ou da fonologia. O que diferencia o seu fazer do daqueles que praticam as disciplinas tradicionais é justamente o ponto de partida, a visão holística dos fenômenos da linguagem, usando a ecometodologia que é naturalmente multimetodológica, não apenas interdisciplinar nem transdisciplinar. Isso permite ver os fenômenos da linguagem de modo diferente. Por exemplo, a língua não é vista como tendo por função a comunicação; ela é a própria comunicação, ou interação comunicativa; os fenômenos “estruturais” são vistos como redes de interações orgânicas.
No artigo Ecolinguística encontram-se muitas informações sobre o movimento da Linguística Ecossistêmica no Brasil e no exterior. Encontram-se também muitas referências a material para pesquisa disponível na internet.